# Cheddadides

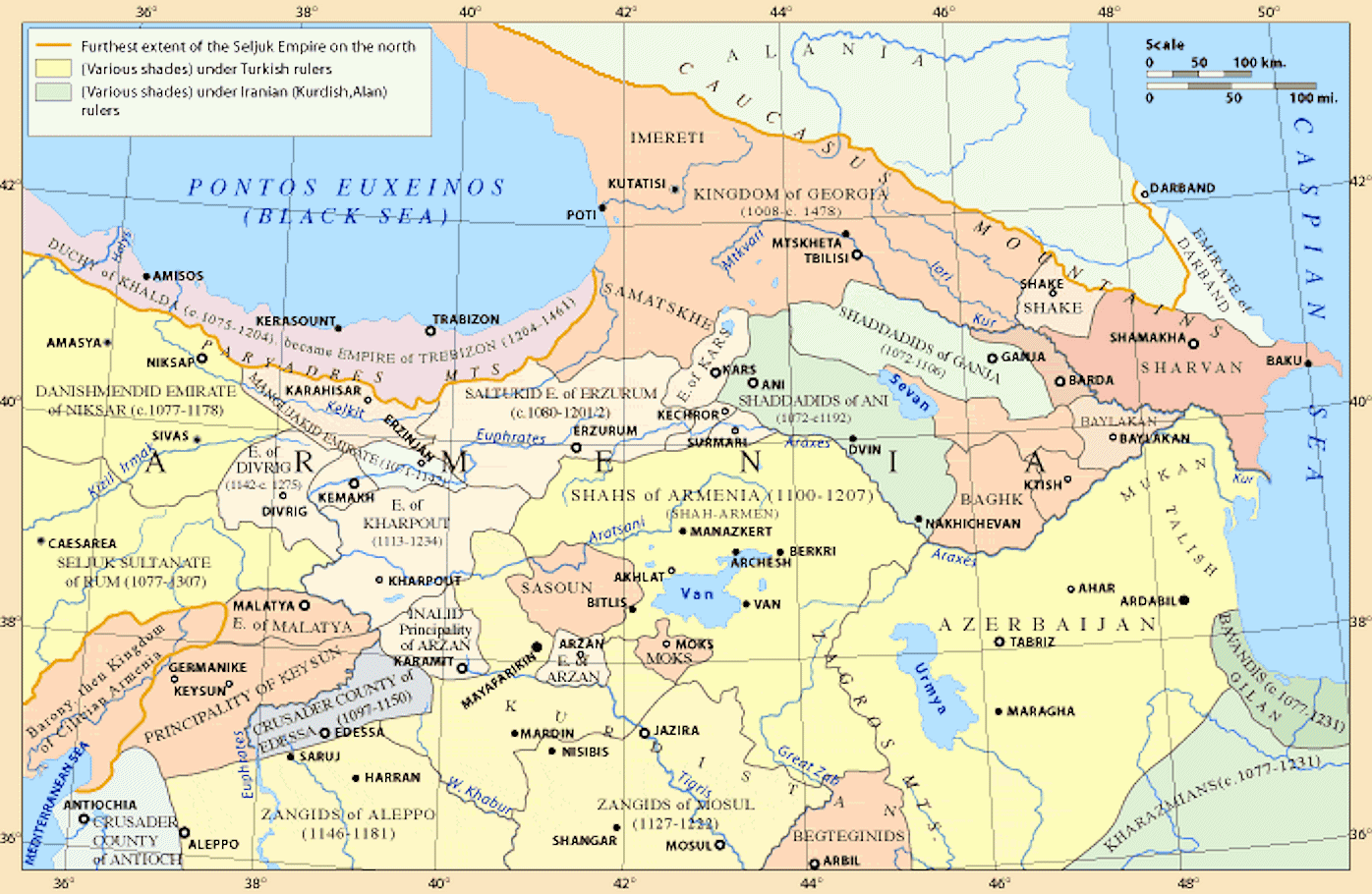
L'Arménie aux, avec notamment les domaines des Cheddadides.

Les Cheddadides (Banou-Cheddâd) ou, selon la translittération en anglais, Shaddadides sont un clan d’origine kurde qui contrôle l’Arran et une partie de l’est de l’Arménie du Xe au XIIe siècle.

## Origine
Les Cheddadides mettent à profit l’affaiblissement du royaume d’Arménie pour s’établir à Gandja vers 950 puis, après les invasions des Turcs du XIe siècle, pour s’implanter à Ani, l’ancienne capitale de l’Arménie qui leur est cédée en 1072 par le conquérant seldjoukide.

## Gandja
- Vers 951 : Muhammad b.Cheddad b.Qurtaq[1] ;
- 971-978 : Lashkari Aboul Hasan b. Muhammad ;
- 978-985 : Marzuban b.Muhammad ;
- 985-1031 : Fadl Ier b. Muhammad al Ghazi ;
- 1031-1034 : Musa b. Fadl ;
- 1034-1049 : Lashkari Ali b. Musa ;
- 1049-1049 : Anushirvan Lashkari b. Ali ;
- 1049-1067 : Aboul Aswar Shavur Ier « David » b.Fadl[2] ;
- 1067-1073 : Fadl II b. Aboul Aswar Shavur ;
- 1067-1067 : Achot b. Aboul Aswar Shavur ;
- 1073-1075 : Fadl III b.Fadl.

Après 1075, la ville de Gandja est soumise directement aux Seldjoukides. On note toutefois la présence d’un gouverneur cheddadide du nom d'Abu Nasr Iskandar b. Aboul Aswar Shavur tué à Dvin en 1105 par un émir Ghzil.
Dans son ouvrage, Dimiter Angelov  avance que la famille byzantine des Lascaris descend très certainement du patrice Artasir Laskaris, identifié sur un sceau trouvé à Klicevac, sur le Danube (édité en 1990 par L. Maksimovic et M. Popovic) dans les termes : « Artaseiras, fils du frère de Phaltoum, prince du pays des kantzakènes », donné en otage à Byzance en 1055.
Cet otage définitivement établi à Byzance, patrice et général, serait dans cet ordre d'idée fils de Lashkari Ali ben Musa, gouverneur Cheddadide de Gandja (1034-1046).
Cette hypothèse s'accorde avec l'étymologie perse du nom des Laskaris et explique l'insertion de cette famille dans les milieux aristocratiques byzantins..

## Ani

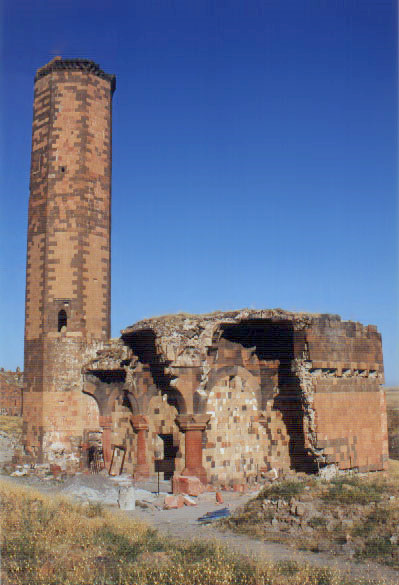
Mosquée de Manuchir à Ani (Menuçehr Camii).

Aboul Aswar Shavur Ier, qui se faisait nommer « David » par ses sujets chrétiens, avait épousé une princesse bagratide, fille du roi Achot IV d'Arménie et sœur de Gagik II,. En 1072 le Sultan Alp Arslan confie la ville d'Ani à son fils et successeur  Fadl II. Ce dernier la remet à son frère cadet Manuchir (en arménien : Manoutchehr). 
- 1072-1118 : Manuchir  b. Aboul Aswar Shavur Ier ;
- 1118-1124 : Aboul  Aswar Shavur II b. Manuchihr ;
- 1124-1126 : occupation par le roi David IV de Géorgie[8] ;
- 1126-1130 : Fadl IV b. Abou Aswar Shavur ;
- 1131-1131 : Khushchir b. Aboul Aswar Shavur ;
- 1132-???? : Mahmoud b Aboul Aswar Shavur ;
- ????-1155 : Cheddad Fakhr al-Din b Fadl ;
- 1155-1161 : Fadl V b. Fadl ;
- 1161-1163 : occupation d’Ani par le roi Georges III de Géorgie ;
- 1163-1174 : administration directe des Seldjoukides ;
- 1174-1177 : occupation d’Ani par le prince Iwané Orbélian ;
- 1177-1185 : occupation d’Ani par le roi Georges III de Géorgie ;
- 1186-1199 : Shâhanshâh Sultan b.Mahmoud b.Shavur b Manuchihr.

La ville est alors définitivement prise par les princes Mkhargrdzéli-Zachariades et devient l'un des deux centres de l'Arménie zakaride (l'autre étant Dvin).